# Daniel Mullins
Daniel Joseph Mullins (ur. 10 lipca 1929 w Kilfinane, zm. 1 listopada 2019
) – brytyjski duchowny rzymskokatolicki irlandzkiego pochodzenia, w latach 1987-2001 biskup diecezjalny Menevia.

## Życiorys
Święcenia kapłańskie przyjął 12 kwietnia 1953 w archidiecezji Cardiff. 5 lutego 1970 papież Paweł VI mianował go biskupem pomocniczym tej archidiecezji ze stolicą tytularną Sidnacestre. Sakry udzielił mu 1 kwietnia 1970 John Aloysius Murphy, ówczesny arcybiskup metropolita Cardiff. 12 lutego 1987 papież Jan Paweł II przeniósł go na urząd biskupa ordynariusza diecezji Menevia, z siedzibą w Swansea. 12 czerwca 2001 zrezygnował z tego stanowiska, nieco ponad trzy lata przed osiągnięciem biskupiego wieku emerytalnego (75 lat). Od tego czasu pozostaje biskupem seniorem diecezji.